# Universität Spiru Haret
Die Universität Spiru Haret (rum.: Universitatea Spiru Haret, abg.: USH) ist eine rumänische Privatuniversität mit Sitz in Bukarest. Sie wurde 1991 gegründet und erlangte im Jahr 2000 offizielle Akkreditierung. Sie gilt als eine Kaderschmiede der momentanen politischen und wirtschaftlichen Elite Rumäniens, kam jedoch mehrfach unter Kritik wegen mangelnder Qualität und leichtfertiger Vergabe von akademischen Titeln.

## Geschichte

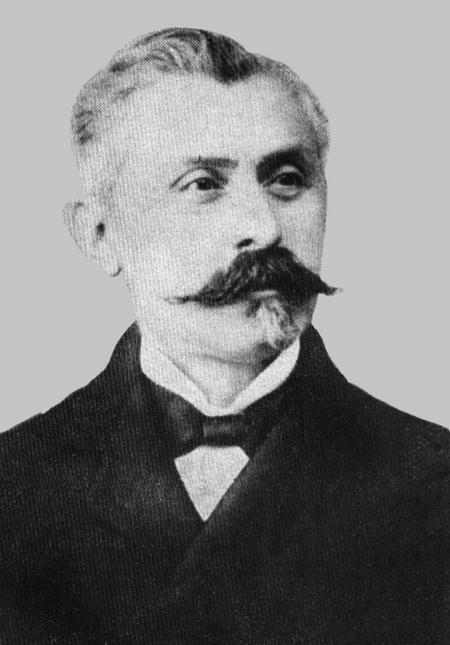
Spiru Haret (1851–1912), Namensgeber der 1991 gegründeten Universität

Die Universität wurde knapp ein Jahr nach der rumänischen Revolution am 19. Jänner 1991 auf Initiative von Aurelian Bondrea durch die Stiftung România de Mâine (Das Rumänien von Morgen) gegründet. Benannt ist sie nach dem 1912 verstorbenen rumänisch-armenischen Mathematiker und Bildungsreformer Spiru Haret. 
Am 14. Februar 2000 erlangte sie die offizielle Akkreditierung als Universität durch das Consiliul Național de Evaluare Academică și Acreditare a Instituțiilor de Învățământ Superior (CNEAA). Seitdem entwickelte sie sich zu einem der führenden Institute im Bereich der universitären Ausbildung auf dem zweiten Bildungsweg. Besonders politische und wirtschaftliche Entscheidungsträger, die im kommunistischen System keine universitäre Ausbildung machen konnten oder einen wirtschaftlichen, politikwissenschaftlichen oder juridischen Abschluss mit westlichem Lehrplan nachholen wollten, gehörten zu den Absolventen der Universität. Dazu werden berufsbegleitende Fernstudien mit E-Learning über das Internet und vier eigene Satelliten-Übertragungskanälen angeboten.
Zurzeit unterhält die Spiru Haret Universität an die 30 Fakultäten mit 50 Bachelor-Studiengängen und 68 Master-Studiengängen. Im Jahr 2009 waren über 300.000 Studenten eingeschrieben, was sie zur größten Universität Rumäniens und sogar Europas macht. Es existieren Filialen in Berlin, Wien, Rom, Madrid, Paris, Tel-Aviv, Chișinău, Toronto und New York.

## Kritik
Schon wenige Jahre nach ihrer Gründung tauchte in den rumänischen Medien immer wieder Kritik an der Spiru Haret Universität auf. Diese warf dem Institut vor, eine Kaderschmiede der postkommunistischen Machtelite des Landes zu sein und ein Knotenpunkt korrupter Netzwerke. Tatsächlich zählen zahlreiche Persönlichkeiten der rumänischen Wirtschaft und Politik zu ihren Absolventen. Daneben tauchte immer wieder Kritik an der mangelnden Qualität der Ausbildung und der leichtfertigen Vergabe von akademischen Abschlüssen und Professorentiteln auf. Vielfach wurde sie auch als "Diplomfabrik" bezeichnet. Waren im Jahr 2003 noch 5.700 Diplome vergeben worden, so stieg diese Zahl bis zum Jahr 2008 auf 56.000. Daneben wurde dem Gründer Aurelian Bondrea vorgeworfen, in der Zeit des Kommunismus ein Vertrauter von Elena Ceaușescu gewesen zu sein, dessen gesamte Ausbildung und Karriere innerhalb der Kommunistischen Partei Rumäniens stattgefunden hat.
Diese Kritik kulminierte im Sommer 2009 zu einem in der Öffentlichkeit breit diskutierten Skandal. Erst wurden Absolventen der Spiru Haret Universität im Juli 2009 nicht zum Wettbewerb für freie Lehrerstellen im staatlichen Schulwesen zugelassen. Im August 2009 entzog die Bildungsministerin Ecaterina Andronescu der Universität die Zulassung zur Vergabe von Lizenziaten auf drei Jahre. Zahlreiche Diplome von teils prominenten Absolventen wurden rückwirkend aberkannt. Später wurde die gesamte Universität unter Kuratel des rumänischen Unterrichtsministeriums (Ministerul Educației și Cercetării) gestellt.
Gegen diese Entscheidung hat die Universität am 10. November 2009 Berufung bei Gericht eingelegt. Im Moment können Studenten der Spiru Haret Universität ihre Ausbildungen ganz normal fortführen, müssen jedoch zur Erlangung eines offiziell anerkannten Abschlusses eine Diplomprüfung an einer anderen, akkreditierten Universität ablegen. Im August 2010 wurde vor dem Obersten Gericht eine zivilrechtliche Einzelklage entschieden und somit ein Präzedenzfall geschaffen. Das Gericht stellte fest, dass das Unterrichtsministerium nicht befugt war, dieses Diplom nachträglich abzuerkennen. Das Ministerium verkündete darauf, für die Aufnahme in den Staatsdienst solche Abschlüsse entgegen der richterlichen Entscheidung auch weiterhin nicht zu akzeptieren. Stattdessen wurde die Möglichkeit einer zusätzlichen Prüfung geschaffen, die jedoch vor einer vom Ministerium bestückten Kommission abgelegt werden muss und nicht per Internet, wie zuvor bei Spiru Haret. Vor Gericht sind auch 2011 nach wie vor zahlreiche zivilrechtliche Einzelklagen von Personen anhängig, die diese Nachprüfung nicht ablegen wollen und stattdessen weiter den Rechtsweg bestreiten.
Die Fernstudienzentren im Ausland sind mittlerweile geschlossen worden.